# Lindleya
Lindleya (рус. линдлея, линдлия) — монотипный род цветковых растений в составе семейства Розовые (Rosaceae). Единственный вид — Lindleya mespiloides.

## Название

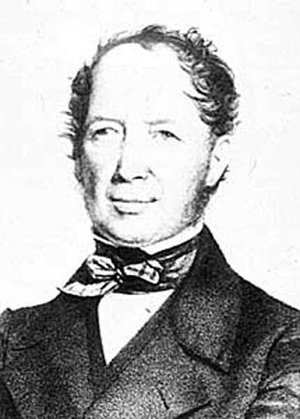
Джон Линдли (1799—1865)

Вид Lindleya mespiloides был впервые описан Карлом Кунтом в 1824 году. Он назвал его в честь известного английского ботаника Джона Линдли. Родовое название Lindleya было ранее употреблено Х. Г. Д. Несом в 1821 году для рода из семейства Чайные, позднее включённого в синонимику Gordonia. В 1935 году Р. Мансфельд предложил законсервировать название Lindleya Kunth как имеющее приоритет над Lindleya Nees, в 1940 году Международная ассоциация по таксономии растений одобрила это предложение. В 1952 году название Кунта было занесено в список законсервированных родовых названий цветковых растений Кодекса ботанической номенклатуры.

## Ботаническое описание

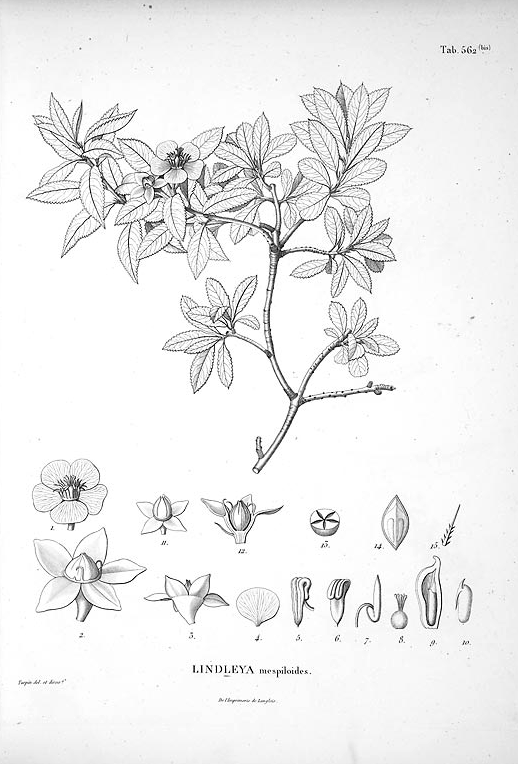

Lindleya — вечнозелёное дерево, достигающее 3 м в высоту. Молодые побеги не опушённые, бородавчатые. Листья располагаются очерёдно, с прилистниками, пластинка листа до 2 см длиной, продолговато-ланцетной формы, с зубчатым краем и заострённым концом.
Цветки обоеполые, одиночные, располагаются на коротких цветоножках в пазухах верхних листьев, около 1,8 см в поперечнике. Чашечка трубчатая, разделена на пять долей. Венчик состоит из пяти белых лепестков. Тычинки многочисленные (в числе до 20), неравные, свободные друг от друга. Плодолистики свободные, образуют пятидольчатую завязь. Пестиков 5, с двудольным рыльцем.
Плод — жёсткая деревянистая округлая или яйцевидная в очертании угловатая коробочка с пятью отделениями, в каждом из которых располагаются два семени. Семена плоские, с коротким крылышком.
Число хромосом n = 17.

## Ареал
Lindleya mespiloides в дикой природе произрастает исключительно в Мексике.

## Классификация
|  |                                      |  |                                                             |                                                             |                   |  | ещё 8 семейств (согласно Системе APG II) | ещё 8 семейств (согласно Системе APG II)                     |                                                              |  |  |  | ещё 6 триб                                          | ещё 6 триб                                          |                          |  |  |  |  |
|  |                                      |  |                                                             |                                                             |                   |  | ещё 8 семейств (согласно Системе APG II) | ещё 8 семейств (согласно Системе APG II)                     |                                                              |  |  |  | ещё 6 триб                                          | ещё 6 триб                                          | вид Lindleya mespiloides |  |  |  |  |
|  |                                      |  |                                                             | порядок Розоцветные                                         |                   |  |                                          |                                                              | подсемейство Сливовые                                        |  |  |  |                                                     | род Lindleya                                        |                          |  |  |  |  |
|  |                                      |  |                                                             | порядок Розоцветные                                         |                   |  |                                          |                                                              | подсемейство Сливовые                                        |  |  |  |                                                     | род Lindleya                                        |                          |  |  |  |  |
|  | отдел Цветковые, или Покрытосеменные |  |                                                             |                                                             | семейство Розовые |  |                                          |                                                              | триба Яблоневые                                              |  |  |  |                                                     |                                                     |                          |  |  |  |  |
|  | отдел Цветковые, или Покрытосеменные |  |                                                             |                                                             |                   |  |                                          |                                                              |                                                              |  |  |  |                                                     |                                                     |                          |  |  |  |  |
|  |                                      |  | ещё 44 порядка цветковых растений (согласно Системе APG II) | ещё 44 порядка цветковых растений (согласно Системе APG II) |                   |  |                                          | подсемейства Розановые и Дриадовые (согласно Системе APG II) | подсемейства Розановые и Дриадовые (согласно Системе APG II) |  |  |  | еще 32 рода, в том числе яблоня, рябина и боярышник | еще 32 рода, в том числе яблоня, рябина и боярышник |                          |  |  |  |  |
|  |                                      |  |                                                             | ещё 44 порядка цветковых растений (согласно Системе APG II) |                   |  |                                          |                                                              | подсемейства Розановые и Дриадовые (согласно Системе APG II) |  |  |  |                                                     | еще 32 рода, в том числе яблоня, рябина и боярышник |                          |  |  |  |  |

### Синонимы
Родовые:
- Lindleyella Rydb., 1908, nom. nov.
- Neolindleyella Fedde, 1940, nom. nov.

Видовые:
- Lindleyella mespiloides (Kunth) Rydb., 1908